# Roodstaartraafkaketoe
De roodstaartraafkaketoe (Calyptorhynchus banksii) behoort tot de familie der Kaketoes. Deze vogel is genoemd naar de Engelse natuuronderzoeker Joseph Banks.

## Leefgebied
De roodstaartraafkaketoe is een endemische vogelsoort in Australië. Hij wordt aangetroffen in een breed scala van leefgebieden maar houdt zich graag op in Eucalyptus- en Acaciarijke gebieden en in de buurt van water. De ondersoort C. b. samueli komt voor in vrij droge gebieden met struikgewas (scrubland) in het westen, midden en zuiden van het continent, maar ook in akkerbouwgebieden. De ondersoorten C. b. naso en C. b. graptogyne worden vooral in eucalyptusbos aangetroffen in het zuidwesten en zuidoosten van Australië.

## Uiterlijk
Met zijn afmeting van ongeveer 60 centimeter is de roodstaartraafkaketoe een grote kaketoesoort. Mannetjes zijn geheel zwart, dus ook hun kuif, met uitzondering van de roodgekleurde banden op de staart. De snavel is donkergrijs. Vrouwtjes zijn over het algemeen iets kleiner en zijn bruin-zwart met geel-oranje gekleurde banden. De vrouwtjes hebben gele vlekjes op de wangen en de vleugels. De vleugel is hoornkleurig.
Een mannetje weegt 670 tot 920 gram en het vrouwtje 615 tot 870 gram.
Jonge exemplaren hebben tot aan hun puberteit hetzelfde verenkleed als het vrouwtje. De gekleurde banden zijn bleker van kleur dan de banden bij de vrouwtjes. De puberteit begint rondom hun vierde levensjaar.

## Gedrag
De vogels zijn overdag actief en worden regelmatig aangetroffen in grote groepen tot soms wel 500 exemplaren.
De roodstaartraafkaketoe is een sociale, vocale vogel. Van deze vogel zijn verschillende geluiden geïdentificeerd. De contactoproep is een doorlopend metalen krur-RR of kree. Dit geluid is over lange afstanden te horen en wordt altijd tijdens vlucht geproduceerd. Hiermee weten de vogels elkaar eenvoudig te lokaliseren. Om het vrouwtje te imponeren laat het mannetje vaak een zacht grommend geluid horen dat door een doorlopend KRED-KRED-KRED-KRED wordt gevolgd.

## Voedsel
Het menu van deze vogel bestaat uit diverse zaadsoorten en noten waarvan een groot deel de zaden van de eucalyptusbomen. De vogels voeden zich voornamelijk op de grond waar ze hun gevallen zaden kunnen vinden. De vogels houden de zaden tussen een van de poten om ze vervolgens met hun krachtige snavels te openen en op te eten. Het eten wordt aangevuld met bessen, vruchten en allerlei soorten insecten en larven.

## Voortplanting
Het mannetje maakt het vrouwtje het hof door het opzetten van de indrukwekkende kuif en de wangveren waarbij de snavel voor een groot deel in de veren verdwijnt. Het mannetje maakt vervolgens 'zingende' geluiden waarna hij sprong bewegingen maakt en de mooie roodgekleurde veren opdringerig toont richting het vrouwtje. Het vrouwtje reageert hier meestal op door eerst van zich af te bijten. Het broedseizoen vindt meestal plaats tussen mei tot en met september met uitzondering van de zuidelijke ondersoorten welke broeden van december tot februari.
De vogel broedt in holen van grote oude eucalyptusbomen. De holen, welke meestal meerdere jaren achter elkaar gebruikt worden, zijn vaak tussen de 1 tot 2 meter diep en 25 tot 50 centimeter in doorsnede. De bodem bedekt het vrouwtje met houtsnippers waarna ze 1 à 2 witte eieren legt. Na een incubatie tijd van ongeveer een maand komen de eieren uit. In de meeste gevallen worden het oudste jong voorgetrokken en moet het tweede jong voor zichzelf zien te zorgen. Na ongeveer 3 weken gaan de ogen open. De gele donsveertjes maken na ongeveer 6 weken langzaam aan plaats naar de eerste zwarte veertjes.
Deze vogels kunnen meer dan 50 jaar oud worden.

## Ondersoorten
Van de roodstaartraafkaketoe worden in totaal vijf of zes ondersoorten onderscheiden. De verschillen tussen de ondersoorten zijn vooral de afmetingen van snavel.
- C. b. banksii: deze ondersoort komt voor in Queensland en (zelden), in het uiterste noordoosten van New South Wales. Het is de grootste ondersoort.
- C. b. samueli: de vogel is verspreid over vier gebieden. In West-Australië aan de kust van Pilbara, Zuid-Australië tot aan Wheatbelt in Northam. Landinwaarts in Midden-Australië, zuidwestelijk Queensland en de rivier de Darling in het westelijke deel van New South Wales. Het is een kleine ondersoort met een relatief kleine snavel.
- C. b. naso: dit is een ondersoort uit het zuidwestelijke deel van West-Australië tussen Perth en Albany. Deze vogel heeft van alle ondersoorten de grootste snavel.
- C. b. graptogyne: deze ondersoort komt voor in het zuidoostelijke deel van Victoria en het zuidoosten van Zuid-Australië. Het is de kleinste van de zes ondersoorten.
- C. b. escondidus: een nieuw beschreven ondersoort (2020) die voorkomt in westelijk en centraal West-Australië.
- C. b. macrorhynchus: deze ondersoort wordt niet langer door het IOC erkend maar is samengevoegd met de ondersoort banksi.[3] Komt voor in het noordwestelijke deel van Australië (Kimberley) en Noordelijk Territorium tot aan de Golf van Carpentaria. Het is een grote vogel met een grote snavel. De vrouwtjes hebben geen geel-oranje band in de staart.

## Plaatselijk een bedreigde diersoort
De roodstaartraafkaketoe heeft een groot verspreidingsgebied en daardoor alleen al is de kans op uitsterven uiterst gering. De grootte van de populatie werd (vóór 2012) geschat op meer dan 100.000 individuen, het aantal loopt echter achteruit. Het tempo ligt onder de 30% in tien jaar (minder dan 3,5% per jaar). Om deze redenen staat deze raafkaketoe (als soort) als niet bedreigd op de Rode Lijst van de IUCN.
De soort staat in Bijlage II van de CITES, waardoor de handel aan strenge voorwaarden onderhevig is. De illegale handel in exotische diersoorten is voor de meeste kaketoes en papegaaien de grootste bedreiging. Een groot deel van de gevangen exemplaren overlijdt gedurende het transport en het leeghalen van nesten draagt bij aan vermindering van de aantallen.
In de deelstaten Victoria en Zuid-Australië geldt de ondersoort Calyptorhynchus b. graptogyne als bedreigde diersoort krachtens plaatselijke regelgeving. De ondersoort Calyptorhynchus b. naso heeft ook een beperkt areaal in bebost gebied in het zuidwesten van Australië. Over de status is onvoldoende bekend. Mogelijk is de vogel kwetsbaar, maar is verdere studie noodzakelijk.

## In gevangenschap
Van alle raafkaketoes is de roodstaartraafkaketoe de meest in gevangenschap gehouden soort. Voor exemplaren die met de hand zijn opgevoed, wordt een bedrag van 10.000 tot 30.000 euro gevraagd. Jonge tamme vogels kunnen een paar woordjes aanleren. De vogel heeft in gevangenschap veel leefruimte nodig.

## Afbeeldingen

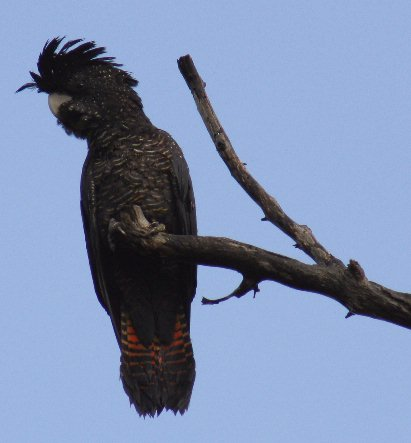
C. b. naso ondersoort
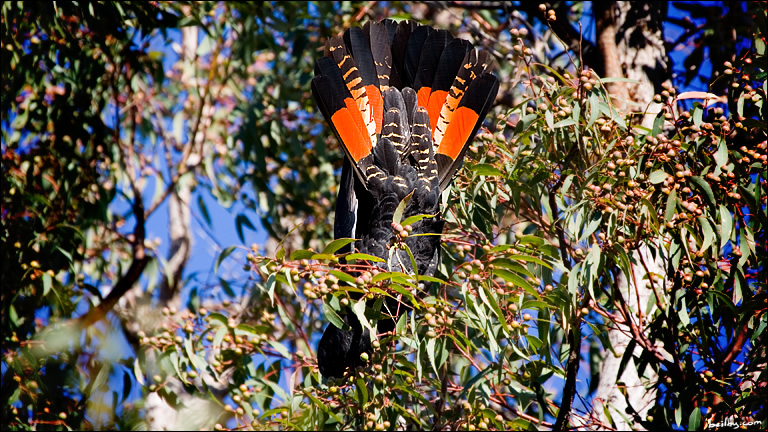
Jong mannetje
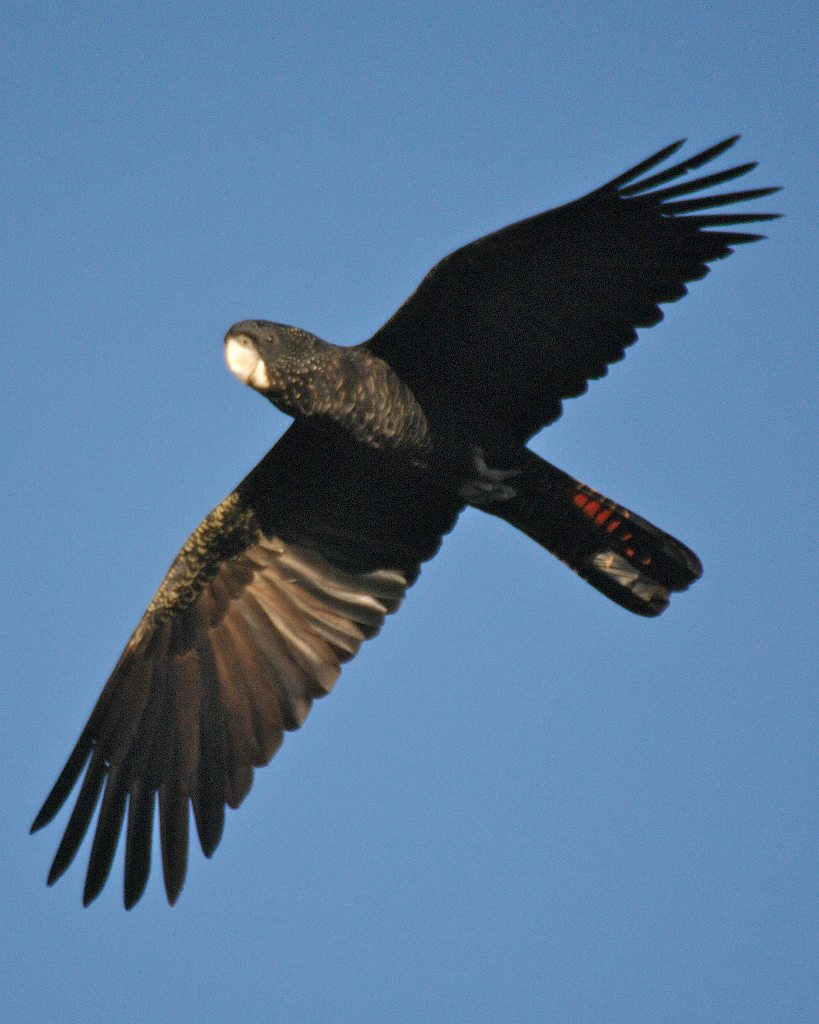
Roodstaartraafkaketoe in vlucht
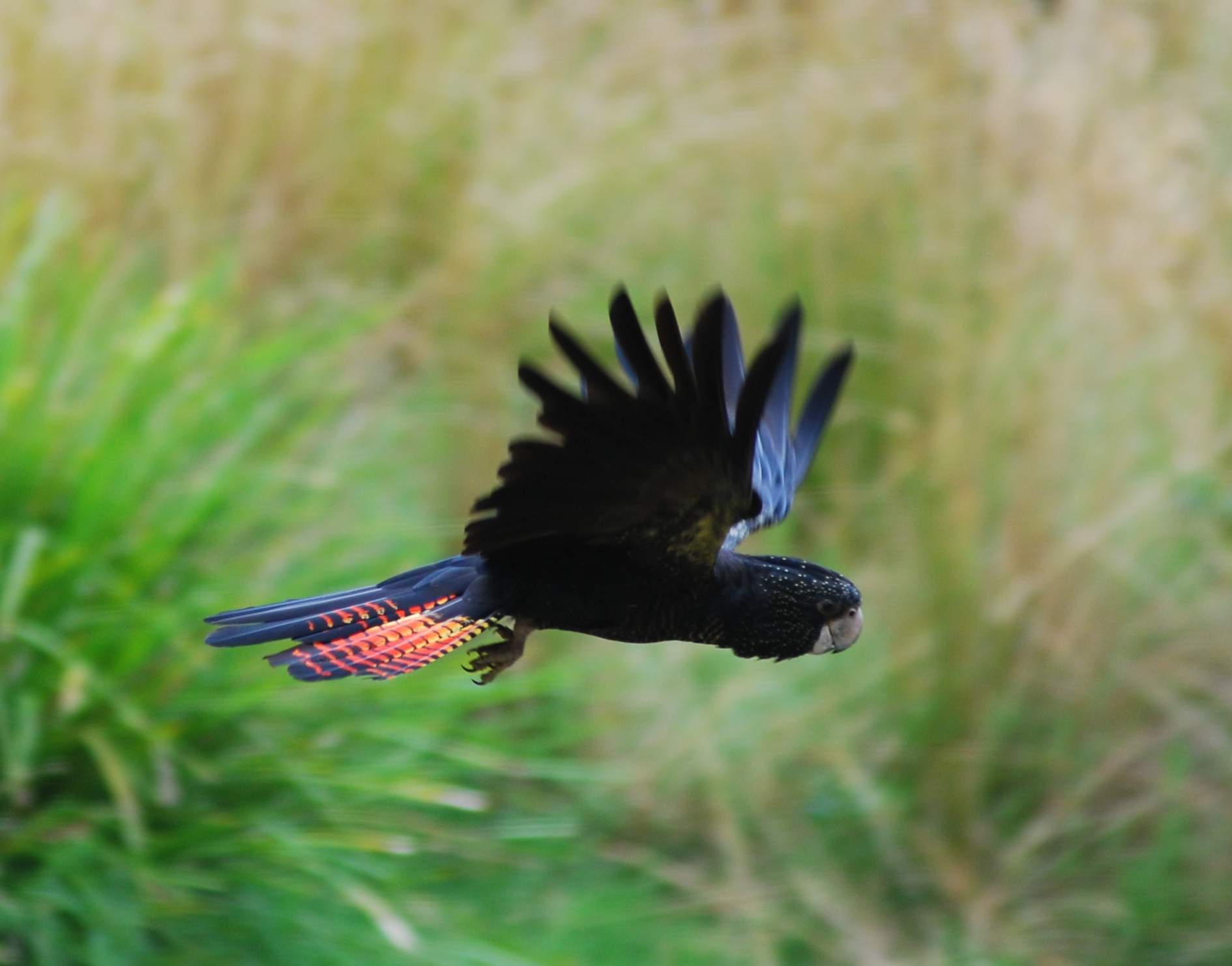
Roodstaartraafkaketoe in vlucht
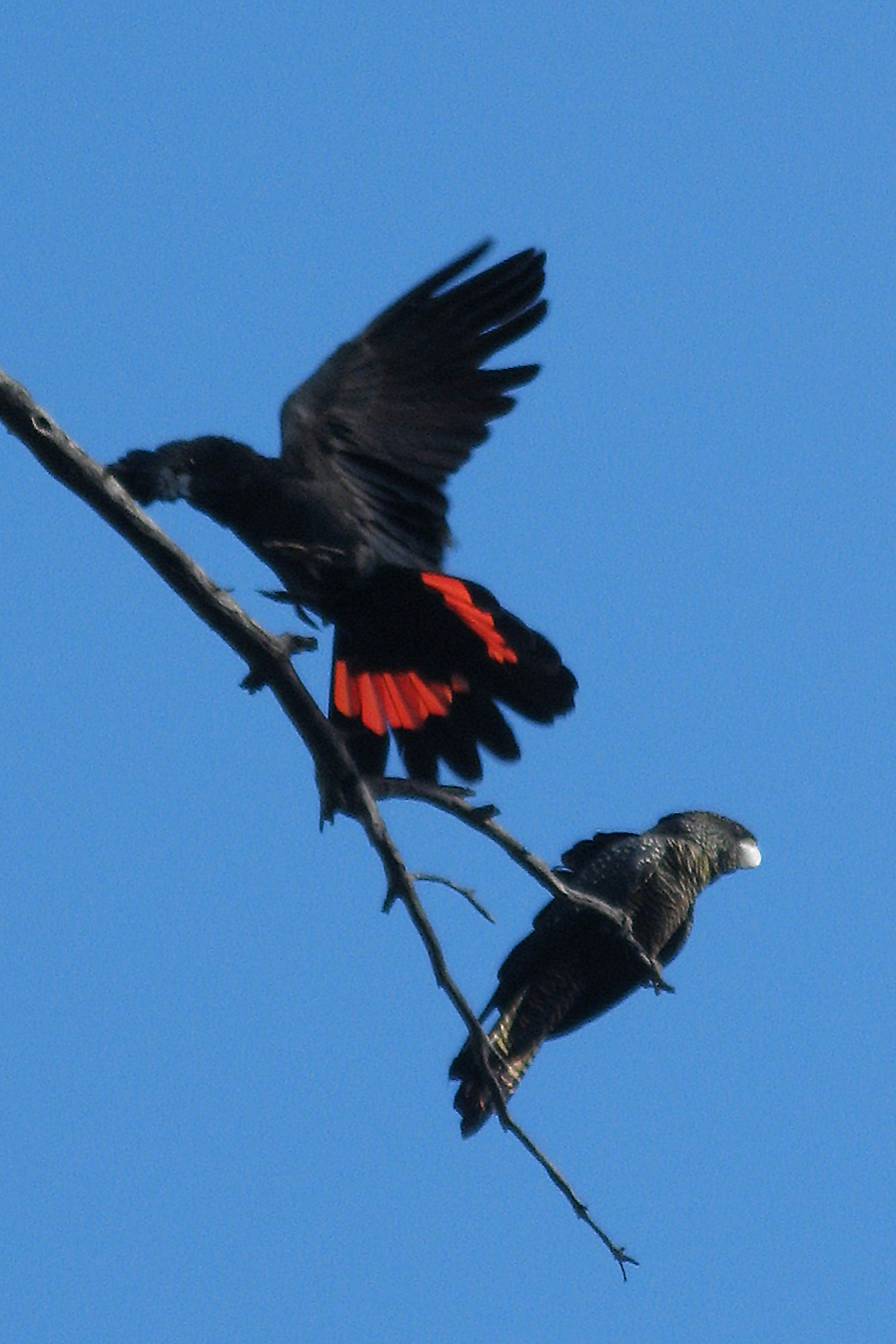
Mannetje en vrouwtje
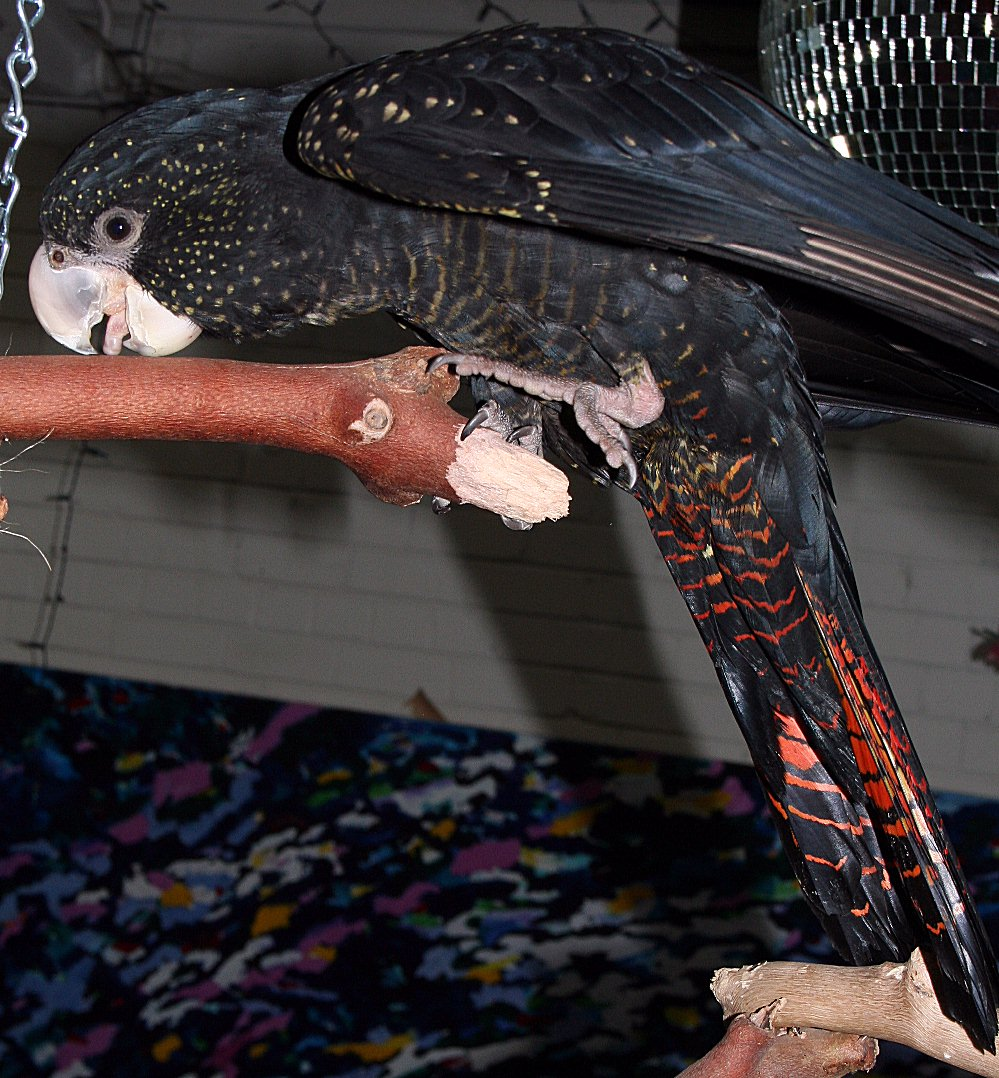
C. b. samueli ondersoort in gevangenschap